# Kar-Hay
Kar-Hay (ou Karhay) est une commune du Cameroun située dans la région de l'Extrême-Nord et le département du Mayo-Danay, à proximité de la frontière avec le Tchad.

## Population
Lors du recensement de 2005, la commune comptait 42 963 habitants, dont 11 788 pour Karhay Ville.

## Structure administrative de la commune
Outre Karhay proprement dit, la commune comprend notamment les localités suivantes :
- Balané
- Balda
- Boubaye
- Bouzar
- Dabou
- Dadjamka
- Damdama
- Datchéka-Takréo
- Dimguili
- Dolgaï
- Gamloum
- Guidinding
- Golongari
- Gouloulou
- Guissia
- Mbassam
- Mbidéré
- Mogom
- Oulargo
- Sirlawé
- Touksou
- Toungoui
- Walia
- Yoldéo